# Formel Renault
Formel Renault (FR) är samlingsnamnet för flera racingklasser för formelbilar. Det finns både internationella och nationella mästerskap. Den största serien är Formula Renault 3.5 Series.

## Lista över Formel Renault-mästerskap

### Formula Renault 3.5L-mästerskap

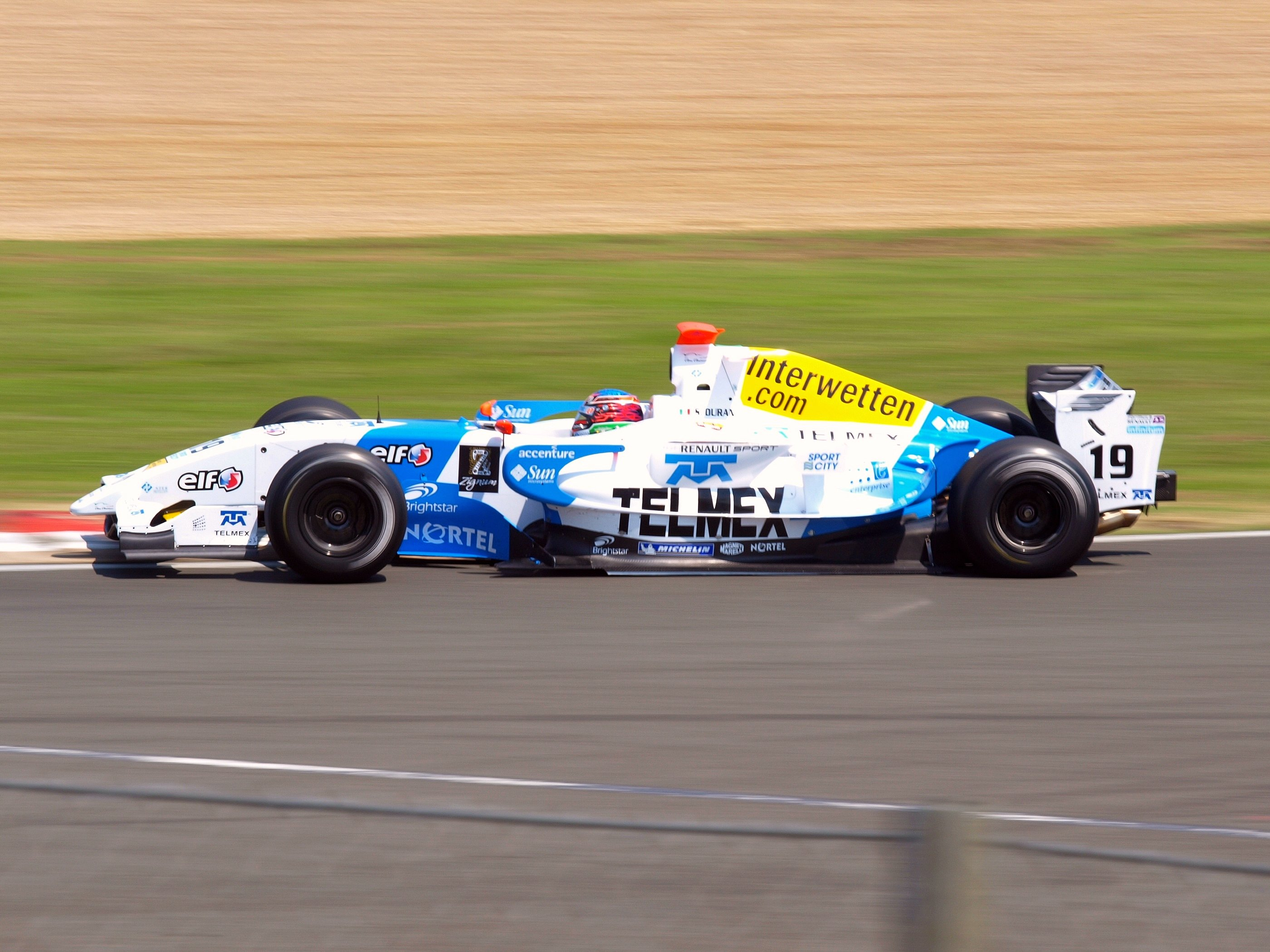
Salvador Durán i Formula Renault 3.5 Series 2008.

| Länder/region | Mästerskap (nuvarande namn) | År        |
| ------------- | --------------------------- | --------- |
| Europa        | Formula Renault 3.5 Series  | 2005-     |
| Europa        | Formula Renault V6 Eurocup  | 2003-2004 |
| Asien         | Formula V6 Asia             | 2006-2009 |

### Formula Renault 2.0L-mästerskap
| Länder/region                      | Mästerskap (nuvarande namn)                                | År                  |
| ---------------------------------- | ---------------------------------------------------------- | ------------------- |

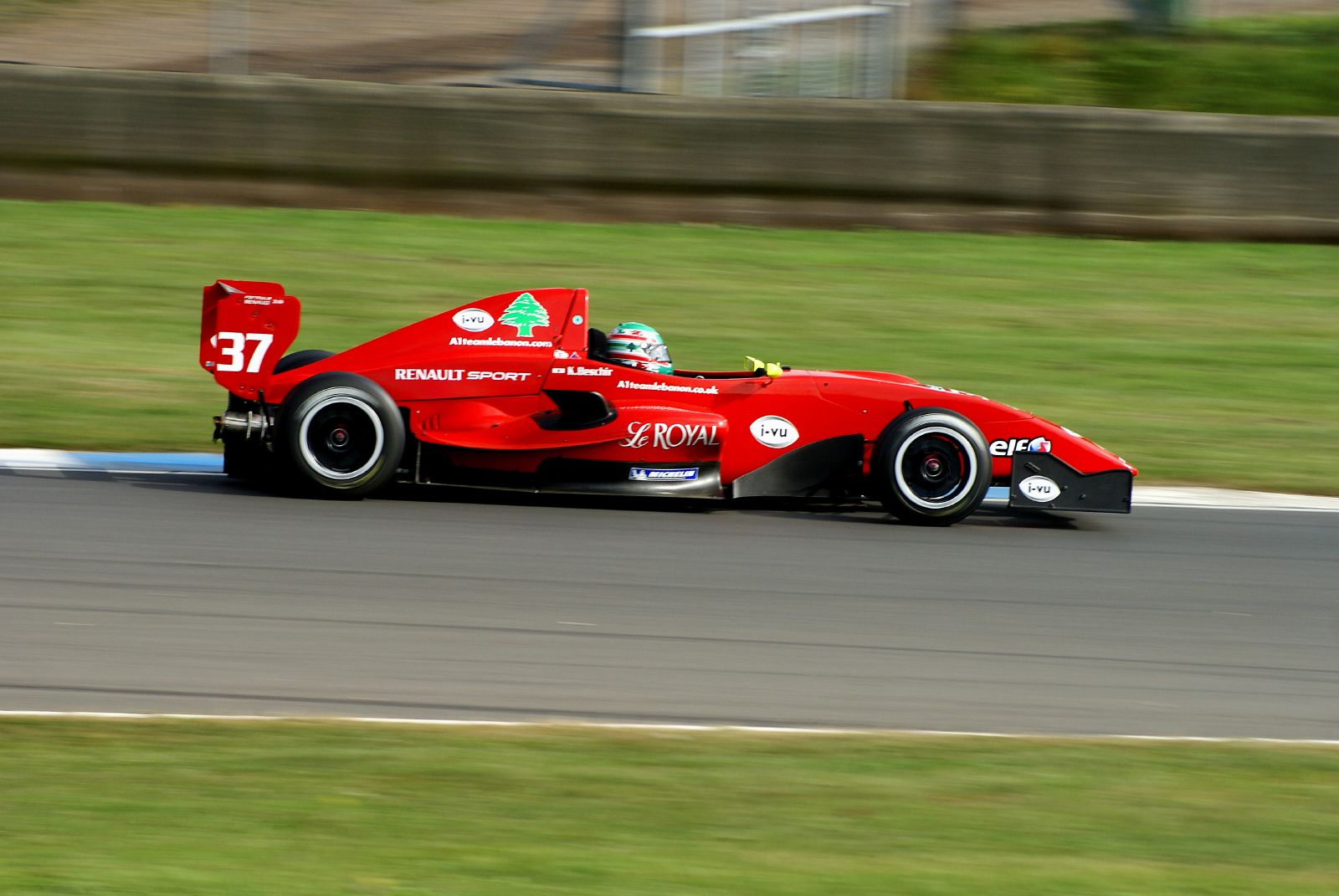
Khalil Beschir i Formula Renault 2.0 Eurocup 2007.

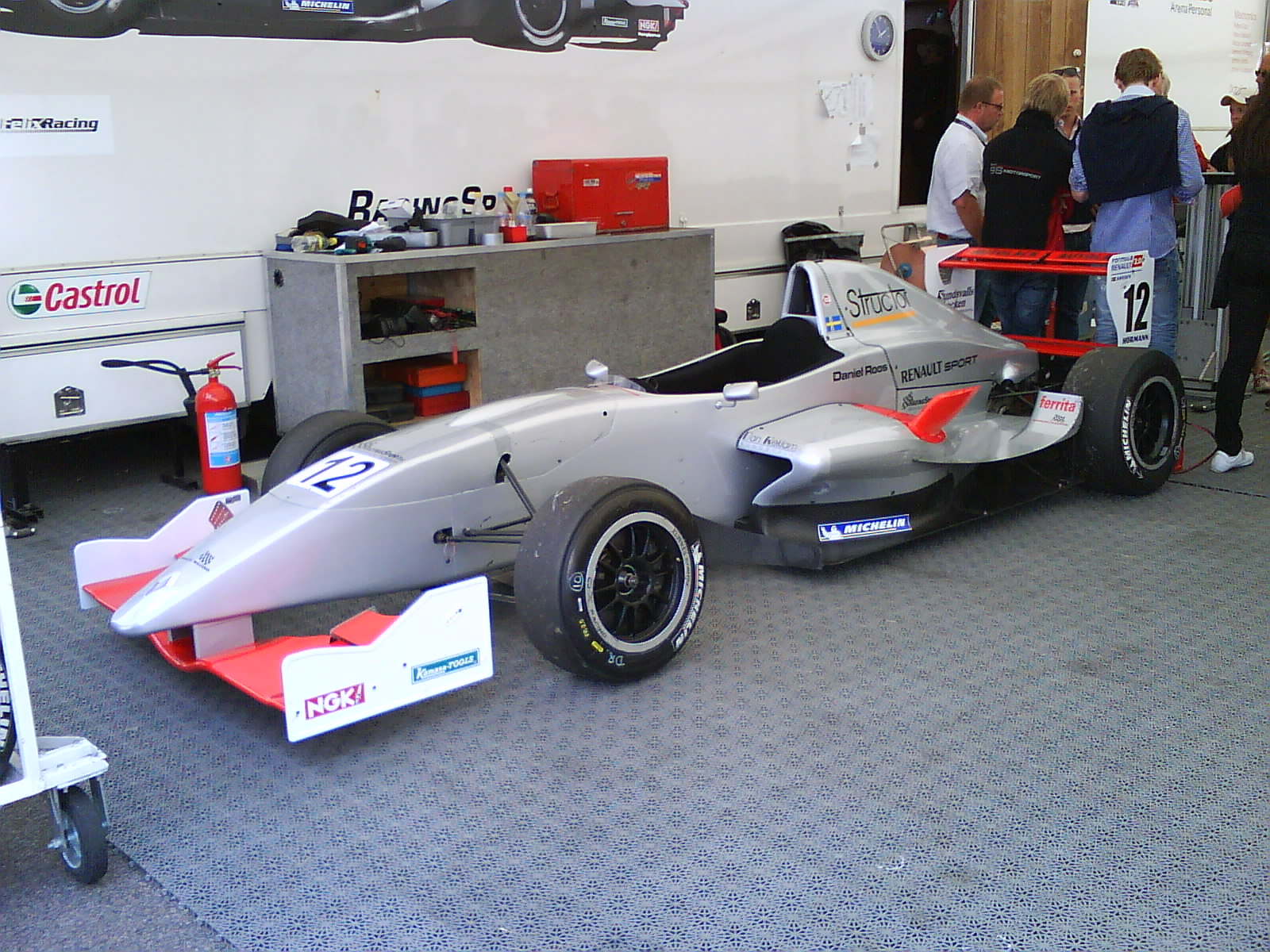
Daniel Roos Formula Renault 2.0 Sweden-bil 2009.

| Europa                             | Challenge Européen de Formule Renault                      | 1972-1974           |
| Europa                             | Challenge de Formule Renault Europe                        | 1975-1977           |
| Europa                             | Formula Renault 2.0 Eurocup                                | 1991-               |
| Frankrike Spanien Portugal Belgien | Formula Renault 2.0 West European Cup                      | 2008-2010           |
| Tyskland Nederländerna Belgien     | Formula Renault 2.0 Northern European Cup                  | 2006-               |
| Frankrike                          | Championnat de France Formula Renault 2.0                  | 1971-1972 1975-2007 |
| Tyskland                           | Formula Renault 2.0 Germany                                | 1991-1999 2001-2005 |
| Nederländerna                      | Formula Renault 2.0 Netherlands                            | 1991-1995 2003-2005 |
| Storbritannien                     | Formula Renault 2.0 UK                                     | 1989-               |
| Storbritannien                     | Formula Renault 2.0 UK Winter Cup                          | 1998-               |
| Storbritannien                     | Formula Renault 2.0 BARC                                   | 1995-               |
| Storbritannien                     | Formula Renault 2.0 BARC Winter Series                     | 2007-               |
| Italien                            | Formula Renault 2.0 Italia                                 | 2000-               |
| Italien                            | Formula Renault 2.0 Italia Winter Series                   | 2001-               |
| Danmark Sverige                    | Formula Renault 2.0 Nordic Series                          | 2002-2006           |
| Spanien                            | Campeonato de España de Fórmula Renault                    | 1991-1997           |
| Schweiz                            | LO Formule Renault 2.0 Suisse                              | 2002-               |
| Portugal                           | Fórmula Júnior FR2.0 Portugal                              | 2008                |
| Portugal                           | Fórmula Júnior FR2.0 Portugal Winter Series                | 2008                |
| Finland                            | Formula Renault 2.0 Finland                                | 2008-               |
| Sverige                            | Formula Renault 2.0 Sweden                                 | 2009-               |
| Estland                            | Formula Renault 2.0 Estonia                                | 2008                |
| USA Kanada                         | North American Fran Am 2000 Pro Championship               | 2002-2003           |
| USA Kanada                         | North American Fran Am 2000 Pro Championship Winter Series | 2003                |
| USA                                | Formula TR 2000 Pro Series                                 | 2004-2007           |
| USA                                | Formula TR 2000 Pro Series Winter Series                   | 2004                |
| Brasilien                          | Formula Renault 2.0 Brazil                                 | 2002-2006           |
| Mexiko                             | Mexican Formula Renault Championship                       | 2002-2004           |
| Latinamerika                       | Formula Renault 2000 de America                            | 2005-2007           |
| Kina Malaysia                      | Asian Formula Renault Challenge                            | 2002-               |

### Formula Renault 1.6L-mästerskap
| Länder/region | Mästerskap (nuvarande namn)                  | År        |
| ------------- | -------------------------------------------- | --------- |
| Frankrike     | F4 Eurocup 1.6                               | 1993-     |
| Belgien       | Formula Renault 1.6 Belgium                  | 2003-2007 |
| Spanien       | Formula Renault 1.6 Spain                    | 2002-2004 |
| Italien       | Formula Junior 1.6 powered by Renault        | 2002-2006 |
| Argentina     | Formula Renault Elf 1.6 Argentina            | 1980-     |
| USA Kanada    | North American Fran Am 1600 Pro Championship | 2002-2003 |
| USA           | Formula TR 1600 Pro Series                   | 2004-2007 |
| Latinamerika  | Formula Junior 1600                          | 2005-2007 |

### Andra Formel Renault-mästerskap
| Länder/region | Mästerskap (nuvarande namn)            | År                   |
| ------------- | -------------------------------------- | -------------------- |
| Hela världen  | GP2 Series                             | 2005-                |
| Asien         | GP2 Asia Series                        | 2008-                |
| Europa        | GP3 Series                             | 2010-                |
| Argentina     | Fórmula Renault Plus                   | 2006-                |
| Argentina     | Fórmula Renault Interprovencial        | 2006-                |
| Argentina     | Fórmula 4 Nacional                     | 2007-                |
| Argentina     | Fórmula 4 Metropolitana                | 2008-                |
| Argentina     | Fórmula Super Renault                  | 1997 2002-2004 2006- |
| Österrike     | Austria Formel Renault Cup             | 2007-                |

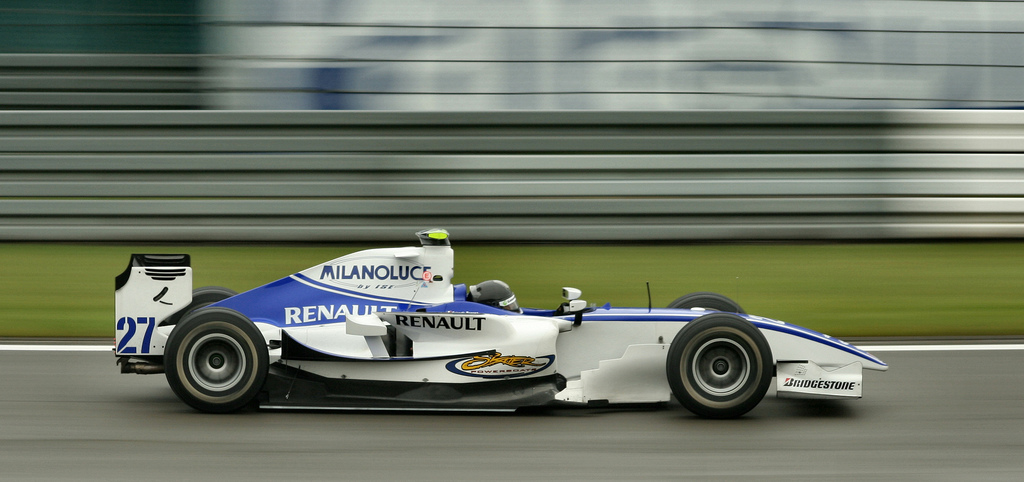
Franck Perera i GP2 Series 2009.

| ?             | Formula Renault Northern European Zone | 2008-                |
| Mexiko        | LATAM Challenge Series                 | 2008-                |
| Italien       | Formula 2000 Light                     | 2008-                |
| Asien         | Formula Asia 2.0                       | 2008                 |